# Rząd Wiktora Zubkowa
Rząd Wiktora Zubkowa – rząd Federacji Rosyjskiej, utworzony w dniach 14-24 września 2007 pod przewodnictwem Wiktora Zubkowa
Wiktor Zubkow jako premier został zaakceptowany przez Dumę Państwową 14 września 2007, rząd powstał 24 września 2007.

## Udzielenie zgody 14 września 2007
| Klub                                        | Klub                                      | Głosowanie | Głosowanie     | Głosowanie | Nieobecni |
| Klub                                        | Klub                                      | Za         | Wstrzymali się | Przeciw    | Nieobecni |
| ------------------------------------------- | ----------------------------------------- | ---------- | -------------- | ---------- | --------- |
|                                             | Jedna Rosja                               | 301        | 0              | 0          | 2         |
|                                             | Komunistyczna Partia Federacji Rosyjskiej | 0          | 0              | 45         | 2         |
|                                             | Sprawiedliwa Rosja                        | 32         | 0              | 0          | 1         |
|                                             | Liberalno-Demokratyczna Partia Rosji      | 30         | 0              | 0          | 0         |
|                                             | Ojczyzna                                  | 1          | 8              | 0          | 0         |
|                                             | Niezrzeszeni                              | 17         | 0              | 2          | 3         |
| ŁĄCZNIE                                     | ŁĄCZNIE                                   | 381        | 8              | 47         | 14        |
| Większość bezwzględna: 226, zgodę udzielono |                                           |            |                |            |           |

## Rząd Wiktora Zubkowa (2007–2008)
| Funkcja                                                                                  | Imię i nazwisko          | Imię i nazwisko           | Czas pełnienia funkcji | Czas pełnienia funkcji |
| Funkcja                                                                                  | Imię i nazwisko          | Imię i nazwisko           | Od                     | Do                     |
| ---------------------------------------------------------------------------------------- | ------------------------ | ------------------------- | ---------------------- | ---------------------- |
| Przewodniczący Rządu                                                                     |                          | Wiktor Zubkow (JeR)       | 14 września 2007(dts)  | 8 maja 2008(dts)       |
| Pierwszy zastępca przewodniczącego Rządu                                                 | Siergiej Iwanow (JeR)    | 24 września 2007(dts)     | 12 maja 2008(dts)      |                        |
| Pierwszy zastępca przewodniczącego Rządu                                                 |                          | Dmitrij Miedwiediew       | 24 września 2007(dts)  | 7 maja 2008(dts)       |
| Zastępca przewodniczącego Rządu                                                          |                          | Siergiej Naryszkin (JeR)  | 24 września 2007(dts)  | 12 maja 2008(dts)      |
| Kierownik Aparatu Rządu                                                                  | 24 września 2007(dts)    | Siergiej Naryszkin (JeR)  | 12 maja 2008(dts)      |                        |
| Zastępca przewodniczącego Rządu                                                          |                          | Aleksiej Kudrin           | 24 września 2007(dts)  | 12 maja 2008(dts)      |
| Minister finansów                                                                        | 24 września 2007(dts)    | Aleksiej Kudrin           | 12 maja 2008(dts)      |                        |
| Zastępca przewodniczącego Rządu                                                          |                          | Aleksandr Żukow (JeR)     | 24 września 2007(dts)  | 12 maja 2008(dts)      |
| Minister przemysłu i energetyki                                                          |                          | Wiktor Christienko        | 24 września 2007(dts)  | 12 maja 2008(dts)      |
| Minister edukacji i nauki                                                                | Andriej Fursienko        | 24 września 2007(dts)     | 12 maja 2008(dts)      |                        |
| Minister ochrony zdrowia i rozwoju społecznego                                           |                          | Tatjana Golikowa (JeR)    | 24 września 2007(dts)  | 12 maja 2008(dts)      |
| Minister rolnictwa                                                                       | Aleksiej Gordiejew (JeR) | 24 września 2007(dts)     | 12 maja 2008(dts)      |                        |
| Minister rozwoju regionalnego                                                            |                          | Dmitrij Kozak             | 24 września 2007(dts)  | 12 maja 2008(dts)      |
| Minister transportu                                                                      | Igor Lewitin             | 24 września 2007(dts)     | 12 maja 2008(dts)      |                        |
| Minister spraw zagranicznych                                                             | Siergiej Ławrow          | 24 września 2007(dts)     | 12 maja 2008(dts)      |                        |
| Minister rozwoju gospodarczego i handlu                                                  | Elwira Nabiułlina        | 24 września 2007(dts)     | 12 maja 2008(dts)      |                        |
| Minister spraw wewnętrznych                                                              |                          | Raszyd Nurgalijew (JeR)   | 24 września 2007(dts)  | 12 maja 2008(dts)      |
| Minister                                                                                 |                          | Władisław Putilin         | 24 września 2007(dts)  | 12 maja 2008(dts)      |
| Pierwszy zastępca przewodniczącego Komisji Wojskowo-Przemysłowej przy Rządzie            | 24 września 2007(dts)    | Władisław Putilin         | 12 maja 2008(dts)      |                        |
| Minister technologii informacyjnych i łączności                                          | Leonid Riejman           | 24 września 2007(dts)     | 12 maja 2008(dts)      |                        |
| Minister obrony                                                                          |                          | Anatolij Sierdiukow (JeR) | 24 września 2007(dts)  | 12 maja 2008(dts)      |
| Minister kultury i komunikacji masowej                                                   |                          | Aleksandr Sokołow         | 24 września 2007(dts)  | 12 maja 2008(dts)      |
| Minister obrony cywilnej, sytuacji nadzwyczajnych i likwidacji skutków klęsk żywiołowych |                          | Siergiej Szojgu (JeR)     | 24 września 2007(dts)  | 12 maja 2008(dts)      |
| Minister zasobów naturalnych                                                             | Jurij Trutniew (JeR)     | 24 września 2007(dts)     | 12 maja 2008(dts)      |                        |
| Minister sprawiedliwości                                                                 |                          | Władimir Ustinow          | 24 września 2007(dts)  | 12 maja 2008(dts)      |